# El blanco, el amarillo y el negro
El blanco, el amarillo y el negro (en italiano: Il bianco, il giallo, il nero) es una película de 1975 dirigida por Sergio Corbucci. La película es un Spaghetti Western, la última en este género que dirigiera Corbucci, y a diferencia de sus cintas previas ésta abiertamente satírica, siendo específicamente una parodia de Sol rojo (1974), al único estilo de Corbucci. En general, fue recibida negativamente por la crítica. Se estrenó el 17 de enero en Italia. 

## Argumento
Una banda de indios roba un poni japonés que iba a ser entregado al presidente de los Estados Unidos como regalo del emperador nipón. Los indios piden un rescate de un millón de dólares, que el embajador japonés decide pagar, mandando con el dinero al único hombre honrado de la región, que no es otro que el sheriff del condado Edward Gideon (apodado Black Jack  o Jack el Negro, interpretado por Eli Wallach). Le acompaña el sirviente japonés del animal, Sakura (Tomás Milián). Además se unirá a la pareja un simpático y hábil ladrón conocido como el Suizo (Giuliano Gemma), que más que el poni persigue la caja del dinero. Durante su investigación son confrontados por un violento grupo de ex-soldados confederados que viven ahora como forajidos. 

### Sinopsis
Desde el título y desde la presencia de Eli Wallach hay una conexión con la película de Sergio Leone de (1966) Il buono, il brutto, il cattivo (El bueno, el malo y el feo). Otros paralelos con ésta incluyen la concentración en otros dos personajes con perfiles bien marcados. Unos es Blanc de Blanc (el blanco), un bandido apodado el Suizo bien parecido y simpático, de enorme destreza física y con innatas dotes para la seducción que termina engatusando al sheriff y llevándose como botín el dinero que aquel traía en sus alforjas. En su fuga, el Suizo llega acrobáticamente al interior de un tren y se topa con el tercer punto de referencia del relato: el estrafalario japonés Sakura (el amarillo), que se desempeña como camarero, sirviente y asistente personal de un guerrero samurái. La misión de este último consiste en cuidar el traslado de un valioso poni llamado Shin Me, y que fue enviado por el emperador de Japón.
El enorme valor en metálico de este pequeño equino despierta la codicia de una banda de supuestos apaches (luego se demostrará que se trata de impostores blancos) que toma por asalto el convoy, matando al samurái a flechazos y apoderándose del animal. En el momento del secuestro, el Suizo está desmayado en el vagón de los japoneses y el poni, y cuando recupera la conciencia aprenderá del interés del gobierno nipón por lograr la restitución del valiosísimo ejemplar. Su embajador no duda en aceptar el pago de un voluminoso rescate: un millón de dólares. ¿Quién será el encargado de trasladar ese dinero? Nadie más que el sheriff Gideon (Eli Wallach).

## Personajes
Jack Black/Eli Wallach: es un honrado sheriff del condado, seguramente que de los pocos hombres buenos que quedan en toda la región. Por desgracia, toda esa legalidad no le ha servido de mucho en su vida, ya que está casado con una desagradable mujer, y vive inundado de hijos y casi sin dinero para comer. Eso sí, es feliz, ya que lo único que le queda es su honor, su dignidad, y la estrella de su pecho.
Eli Wallach, auténtica estrella del cine, vuelve al spaghetti western, aunque esta vez abandona los papeles de ladrón mexicano y se nos presenta como un hombre de la ley. Como siempre, Wallach está a un nivel muy alto, y su aspecto de sheriff serio y siempre malhumorado es un contraste genial para el tono general de la comedia.
Blanc le Blanc/Giuliano Gemma:es un ladrón ingenioso, rápido, y muy listo. Giuliano Gemma, un clásico actor del spaghetti, es el encargado de hacer que el personaje caiga simpático, y sin duda lo logra. Es este un tipo de personaje que le quedan bien, sin duda. Y encima este Sueco tiene algo del primer Ringo, sobre todo su humor.
Sakura/Tomás Milián: Tomás Milián con esta película ya terminó de demostrarnos que era el hombre de las cien caras. Nada más y nada menos que aquí le tocó hacer de japonés patoso y extraño, y la verdad es que con solo verle la cara a uno ya le entra la risa. Además las mejores escenas de humor son para el personaje, con lo cual Milián se luce. Algunos gags son muy buenos, y el dominio a medias del idioma hace que todo el rato se esté equivocando con juegos de palabras imposibles.